# Митинская (Явенгский сельсовет)
Митинская — деревня в Вожегодском районе Вологодской области.
Входит в состав Явенгского сельского поселения, с точки зрения административно-территориального деления — в Явенгский сельсовет.
Расстояние до районного центра Вожеги по автодороге — 21 км, до центра муниципального образования Базы по прямой — 3 км. Ближайшие населённые пункты — Пролетарский, Сорогинская, Тимонинская.
По переписи 2002 года население — 13 человек.